# Thomas Wetzstein
Thomas Wetzstein (* 22. Juni 1967 in Freiburg im Breisgau) ist ein deutscher Historiker. Er lehrte als Professor für Mittelalterliche Geschichte von 2013 bis 2015 an der Universität Rostock. Seit April 2015 ist er Inhaber des Lehrstuhls für Mittelalterliche Geschichte an der Katholischen Universität Eichstätt-Ingolstadt.

## Leben und Wirken
Der Sohn eines Diplom-Psychologen und einer Kieferorthopädin legte 1987 in Freiburg im Breisgau das Abitur ab. Er studierte von 1989 bis 1997 Geschichte und Romanistik an der Ruprecht-Karls-Universität Heidelberg. Von 1994 bis 1995 erwarb er an der Biblioteca Apostolica Vaticana in Rom das „Diplôme Européen d’Etudes Médiévales“. 1997 legte er das Staatsexamen für das Höhere Lehramt an Gymnasien ab. Im Wintersemester 2001/2002 wurde er in Heidelberg mit einer von Jürgen Miethke und Stefan Weinfurter betreuten Studie über Kanonisationsverfahren im europäischen Spätmittelalter promoviert. Von 2002 bis 2006 war er Mitarbeiter am Max-Planck-Institut für europäische Rechtsgeschichte in Frankfurt am Main. Von 2003 bis 2006 war Wetzstein Lehrbeauftragter für mittelalterliche Geschichte an der Ruprecht-Karls-Universität Heidelberg und dort von 2007 bis 2009 Wissenschaftlicher Mitarbeiter bei Weinfurter. Seine Habilitation erfolgte mit einer Arbeit über Kommunikationsräume im europäischen Hochmittelalter. Wetzstein hatte Lehrstuhlvertretungen für Mittelalterliche Geschichte im Sommersemester 2011 an der Universität Freiburg im Breisgau, im Wintersemester 2011/12 bis Sommersemester 2012 an der Katholischen Universität Eichstätt-Ingolstadt und im Wintersemester 2012/13 für Mittelalterliche Geschichte an der Universität Rostock. Im Jahr 2013 nahm er einen Ruf auf eine W3-Professur an die Universität Rostock an und wurde zum Universitätsprofessor für Geschichte des Mittelalters ernannt. Ein Jahr später hat er einen Ruf an die Katholische Universität Eichstätt-Ingolstadt auf eine W3-Professur für Mittelalterliche Geschichte angenommen und lehrt dort seit dem Sommersemester 2015.
Seine Forschungsschwerpunkte sind Kommunikation und Kommunikationsräume im europäischen Hochmittelalter, die Herrschaftswechsel im europäischen Mittelalter, die mittelalterliche Frömmigkeit und Heiligenverehrung, die Geschichte des Bistums Konstanz im Spätmittelalter, die Geschichte der Kirche und des Papsttums im Hoch- und Spätmittelalter sowie gelehrtes Recht und Rechtsprechung im Hoch- und Spätmittelalter. In seiner Dissertation erarbeitete er Grundlagen der Quellenkritik für die spätmittelalterlichen Kanonisationsakten und das bislang ungeklärte Verhältnis von gelehrtem mittelalterlichen Prozessrecht und Kanonisationsverfahren. Beispielsweise stellte er sich die Frage, „in welchem Verhältnis die meist volkssprachliche mündliche Aussage eines Zeugen zu deren lateinisch abgefaßter schriftlicher Version in den Prozeßakten steht“. Ihm geht es darum, das „Vorhaben, die Rezeption des gelehrten mittelalterlichen Prozeßrechts im Kanonisierungsverfahren darzustellen“. Der erste Teil widmet sich den Grundlagen der Prozessformen (S. 24–202). Der zweite Teil der Arbeit befasst sich mit der Theorie des Kanonisationsverfahrens (S. 203–353). Der dritte Teil beschäftigt sich mit der Praxis des Kanonisationsverfahrens (354–499). Die Arbeit gilt als grundlegend für Kanonisationsfragen im 15. Jahrhundert.

## Schriften (Auswahl)
Monografien
- Heilige vor Gericht. Das Kanonisationsverfahren im europäischen Spätmittelalter (= Forschungen zur kirchlichen Rechtsgeschichte und zum Kirchenrecht. Bd. 28). Böhlau, Köln u. a. 2004, ISBN 3-412-15003-7.

Herausgeberschaften
- mit Ingrid Baumgärtner, Vincenzo Colli, Susanne Lepsius und Franz-Josef Arlinghaus: Praxis der Gerichtsbarkeit in europäischen Städten des Spätmittelalters (= Rechtsprechung. Bd. 23). Klostermann, Frankfurt am Main 2006, ISBN 3-465-04007-4.
- mit Susanne Lepsius: Als die Welt in die Akten kam. Prozeßschriftgut im europäischen Mittelalter (= Rechtsprechung. Materialien und Studien. Veröffentlichungen des Max-Planck-Instituts für Europäische Rechtsgeschichte Frankfurt am Main. Bd. 27). Klostermann, Frankfurt am Main 2008, ISBN 978-3-465-04028-6 (Rezension auf sehepunkte).